# Patricia Brocker
Patricia Brocker geborene Grigoli, (* 7. April 1966 in Bruchmühlbach) ist eine ehemalige deutsche Fußballspielerin.
Patricia Brocker spielte als Schülerin für den FSV Viktoria Jägersburg, für deren erste Mannschaft von 1986 bis 1991, in der Saison 1991/92 für den VfR 09 Saarbrücken und von 1992 bis 2001 für den TuS Niederkirchen. Ihr größter Erfolg auf Vereinsebene war der Gewinn der Deutschen Meisterschaft 1993. Die Stürmerin debütierte 1992 gegen Italien in der Fußballnationalmannschaft der Frauen. Bis zu ihrem letzten Spiel 1996 gegen Brasilien erzielte sie 30 Tore in 46 Länderspielen. 1995 wurde sie Europameisterin und Vize-Weltmeisterin. 1996 trat sie mit dem Nationalteam bei den Olympischen Sommerspielen an. 2001 kehrte sie zum FSV Viktoria Jägersburg zurück.
Für den Gewinn der Europameisterschaft im Frauenfußball 1995 wurden sie und die deutsche Frauenfußballnationalmannschaft mit dem Silbernen Lorbeerblatt ausgezeichnet.